# Basil Finer
Basil Laurence Finer, född 3 september 1925 i London i Storbritannien, död 20 augusti 2020 i Uppsala domkyrkodistrikt, var en brittisk-svensk läkare.

## Biografi
Basil Finer var son till John Finer och Freda Brodetsky. I London utbildade han sig till anestesiolog och lärde sig hypnos som smärtlindring. År 1970 disputerade han på en avhandling om relationen mellan smärtpatienter och läkare.
Han hade läkarförordnanden i London 1949–1956, kom sedan till Sverige och blev biträdande överläkare vid anestesiavdelningen på Akademiska sjukhuset i Uppsala 1962. Under mitten av 1960-talet grundade han Mittsveriges första smärtklinik, förlagd till Samariterhemmet i Uppsala och var överläkare där. Parallellt med detta var han docent i anestesi och intensivvård vid Uppsala universitet.
Han var en av initiativtagarna till Svenska Föreningen för klinisk hypnos (SFKH) 1966. Han var medlem av Sveriges narkosläkarförening, Faculty of Anaesthetists of the Royal College of Surgeons, England, International Society for Clinical and Exper. Hypnosis. Han var författare till böcker om smärta och smärtlindring.
Åren 1948–1963 var han gift med sångerskan Dorothy Irving och fick sonen David Finer 1949, vetenskapsjournalist och far till Sarah Dawn Finer. Från 1995 till sin död var han sedan gift med Birgitta Larsson Finer (född 1943).
Basil Finer är begravd på Uppsala gamla kyrkogård.